# Diospyros acocksii
Diospyros acocksii là một loài thực vật có hoa trong họ Thị. Loài này được (De Winter) De Winter mô tả khoa học đầu tiên năm 1961.